# Marius Roche
Pour les articles homonymes, voir Roche.
Ne pas confondre avec Julien Roche (1921 - 1944), son frère jumeau, également résistant des maquis de l'Ain.
Marius Roche, né le 6 mars 1921 à Villieu dans l'Ain et mort le 11 juin 2010 à Bourg-en-Bresse, est un résistant français.
Il a été adjoint au maire de Bourg-en-Bresse à partir de 1959.

## Biographie

### Le résistant
Dès le 20 juin 1943, Henri Romans-Petit l'intègre, lui et son frère jumeau Julien Roche, à la ferme des Gorges, qui rassemble une vingtaine de personnes réfractaires au STO. En effet, à cette période, Henri Romans-Petit craint un découragement du maquis naissant et suit ainsi les conseils de Marius Chavant, adjoint au maire de la commune de Montgriffon, pour l'avantage de son emplacement géographique favorable à la mise en place de stratégies d'attaques.  
Le 11 novembre 1943, il fait partie des 122 maquisards à défiler en armes à Oyonnax. Le 8 février 1944, il participe au combat de la ferme de la Montagne à L'Abergement-de-Varey, durant lequel son frère jumeau Julien Roche, sera tué,.
Il a reçu la médaille Jean-Moulin, le 14 juillet 1993, en même temps que Paul Morin.

### Le passionné d'aéronautique
Passionné d'aéronautique, il a écrit plusieurs ouvrages concernant à la fois cette discipline et le département de l'Ain.

#### Œuvres
- Marius Roche, Ailes brisées ; un siècle de crashes en pays d'Ain, Taillanderie (ISBN 9782876292802).
- Marius Roche, Des ailes et des hommes. Les Pays D'Ain à La conquête du ciel, Taillanderie (ISBN 9782876290983).